# Ronde de flics à Pékin
Pour plus de détails, voir Fiche technique et Distribution.
Ronde de flics à Pékin (民警故事, Minjing Gushi) est un film chinois réalisé par Ning Ying, sorti en 1995.

## Fiche technique
- Titre : Ronde de flics à Pékin
- Titre original : 民警故事 (Minjing Gushi)
- Réalisation : Ning Ying
- Scénario : Ning Ying, adapté du roman Roman de l'auteur
- Images : Zhi Lei et Wu Hongwei
- Son : Chao Jun
- Musique : Cong Su
- Montage : Ning Ying
- Production : Han Sanping (en) et Francesco Consentino
- Pays d'origine :  Chine
- Format : Couleurs - 1,85:1 - son Stéréo numérique - 35 mm
- Genre : drame
- Durée : 102 minutes
- Date de sortie : 
  - 8 septembre 1995 au festival du film de Toronto au  Canada
  - 9 octobre 1996 en  France

## Distribution
- Li Jian : Li Jian
- Wang Liangui : Wang Liangui
- Liu Yingshu : Liu Doudou
- Li Zhanho : Yang Guoli
- Zhao Zhiming : Wang Xiaoer
- Shen Zhenou : Liu Jianjun

## Distinctions
- 1995 : Montgolfière d'argent au festival des trois continents à Nantes
- 1995 : Meilleur film au festival du film de Turin
- 1995 : Grand Prix du long-métrage de fiction au festival Entre vues
- 1995 : Mention spéciale du jury au festival de San Sebastián